# John Benitez
John Benitez es un bajista y contrabajista de jazz y latin jazz puertorriqueño, afincado en Estados Unidos.

## Biografía
Nacido en Río Piedras, Puerto Rico, en una familia de músicos, John Benitez había experimentado ya con la guitarra acústica, el piano y diversos instrumentos de percusión antes de decidirse por el bajo. Con 13 años era el bajista del grupo de su iglesia, pero, entretanto, Benitez había iniciado ya su educación formal en la Escuela Libre de Música, donde estableció amistad con otro ilustre músico puertorriqueño, el saxofonista David Sánchez. Con 16 años, ya graduado, Benitez inició su carrera profesional, efectuando giras por todo el país acompañando a algunos de los artistas más importantes de la salsa, como los puertorriqueños Roberto Roena o Lalo Rodríguez y el cubano Justo Betancourt. Antes de cumplir 20 años, Benitez ya había colaborado frecuentemente con el grupo experimental Batacumbele, un grupo pionero en la fusión de los ritmos afroamericanos con las armonías del jazz y del funk, con el que efectuó una gira por Colombia acompañado junto con el percusionista Angel "Cachete" Maldonado y el pianista Israel Tanenbaum. Tras conocer a su esposa, Benitez decidió establecerse en el país por un año trabajando con Tanenbaum -otro puertorriqueño que se estableció en Colombia- en varios proyectos experimentales y grabaciones para artistas locales, antes de ser llamado por Willie Colón para iniciar, en 1993 una gira con su banda por los Estados Unidos.
El talento de Benitez llamó la atención del legendario bajista de jazz Ron Carter, que lo invitó a establecerse en Nueva York haciéndose cargo de la supervisión de sus estudios. Benitez supo aprovechar la extraordinaria oportunidad no sólo recibiendo clases del mismo Ron Carter y Anthony Jackson, sino también iniciando una larguísima serie de colaboraciones con prestigiosos músicos norteamericanos y caribeños afincados en Nueva York, entre los que destacan los trompetistas Wynton Marsalis y Roy Hargrove, los pianistas Michel Camilo y Eddie Palmieri (quien se refiere a Benitez como «el más grande bajista del mundo») o el mismísimo Tito Puente, y que, hasta ahora, han constituido el grueso de su trabajo. 
En 2001, Benitez lanza el que hasta ahora ha sido su único disco en solitario, con el título Descarga En Nueva York, que, contando, con la colaboración del hijo de Ravi Coltrane (hijo del legendario saxofonista), obtuvo buenas críticas de la prensa especializada.
Además de su carrera como sideman, Benitez ha registrado dos vídeos didácticos con dos músicos legendarios: el percusionista Giovanni Hidalgo y el baterista Ignacio Berroa. Benitez recibió el premio Grammy al mejor álbum de Latin jazz de 1997 por su participación en Havana, de Roy Hargrove.

## Colaboraciones
En la lista de artistas para los que John Benitez ha trabajado se encuentran Wynton Marsalis, Tito Puente, Michel Camilo, Dave Valentín, Eddie Palmieri, Bobby Watson, David Sánchez, Jeff "Tain" Watts, Roy Hargrove, Antonio Hart, Danilo Pérez, Kenny Kirkland, Chucho Valdés, Will Calhoun, Dave Samuels, Rubén Blades, Seis del Solar, Mongo Santamaría, Caribbean Jazz Project, Mingus Big Band, Kenny Kirkland, Antonio Hart, Mongo Santamaría, Tropijazz All Stars, Hilton Ruiz, William Cepeda, o Ray Barreto. Además participa regularmente en las orquestas de varios programas norteamericanos de televisión, como Good Morning America o The Today Show. 

## Valoración
John Benitez es un músico extremadamente dotado, virtuoso tanto del bajo eléctrico como del contrabajo, que se expresa con absoluta fluidez en el complejo lenguaje del jazz y que posee un conocimiento absoluto de la rica tradición de las músicas afroamericanas. La obra de Benitez, como él mismo lo expresa, es un perfecto ejemplo de integración musical:
"Para mi, es todo lo mismo, la música de baile, la música del caribe, las músicas de Sudamérica o la de Nueva Orleans no son otra cosa que una extensión de la música Africana."
La figura de Benitez, como queda fácilmente demostrado en su curriculm, ha sido un elemento fundamental en el desarrollo de la escena neoyorquina del Latin jazz en los últimos 20 años y es un excelente ejemplo de músico integral, educador y verdadero artista.

## Discografía seleccionada

### En solitario
- John Benitez Trio, Descarga en Nueva York (2001).
- John Benitez, "Purpose" (2016)

### Comosideman
- Eddie Palmieri, Listen Here (2005).
- Danilo Pérez, Central Avenue (1998).
- David Sánchez, Obsession (1998).
- Roy Hargrove, Habana (1997).
- Conrad Herwig, Latin Side of John Coltrane (1997).
- Hilton Ruiz. Island Eyes (1997).
- Tito Puente and India, Jazzin (1995).
- Mongo Santamaría, Mongo Returns (1995).
- Seis del Solar, Alternate Roots (1995).